# Puerto de Indias

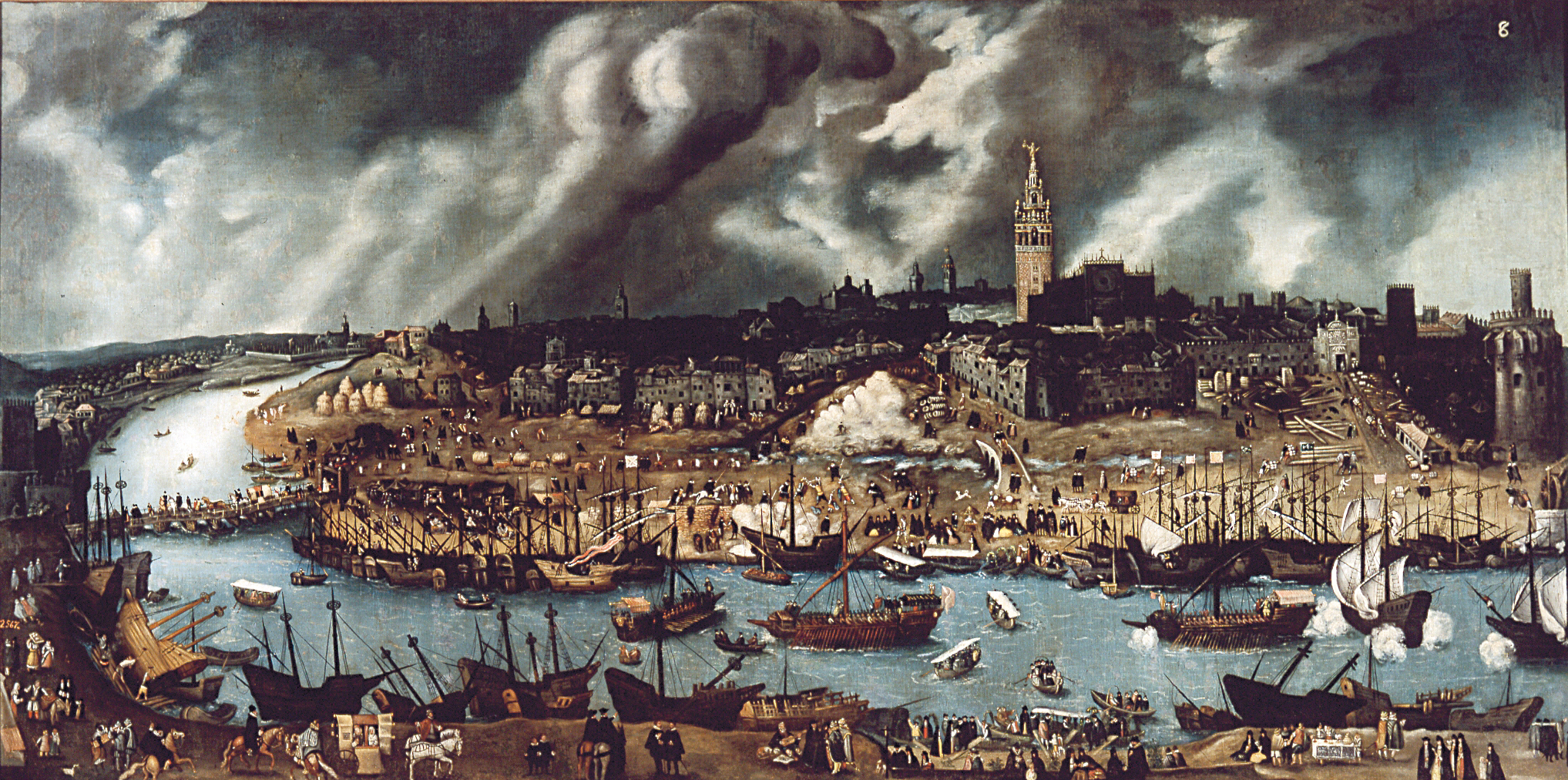
Sevilla en el siglo XVI. Obra atribuida a Alonso Sánchez Coello. Se aprecian el río Guadalquivir con barcos, la Giralda al fondo, la Torre del Oro a la derecha y el Puente de Barcas a la izquierda.

Se ha llamado Puerto de Indias al de la Sevilla del Siglo de Oro por haber sido un lugar donde se embarcaban pasajeros y mercancías con destino al Nuevo Mundo, así como lugar de partida y llegada de las flotas de Indias.

## Historia
Sevilla tenía un tejido comercial muy desarrollado a finales del siglo XV. Por su puerto entraban productos como el oro de Sudán, azúcar de las Islas Canarias (el archipiélago canario empezó a producir azúcar en las últimas décadas del siglo XV, alcanzando su apogeo azucarero en 1550, entrando este en decadencia en el siglo XVII), colorantes del Magreb, telas de Flandes, armas italianas, estaño inglés y salazones del mar del Norte.
En septiembre de 1500 Alonso Vélez de Mendoza y Luis y Cristóbal Guerra partieron del puerto de Sevilla al mando de sendos barcos y descubrieron los actuales estados brasileños de Paraíba, Pernambuco, Bahía y Espíritu Santo.
Cristóbal Colón zarpó de Sevilla el 3 de abril de 1502 para realizar su cuarto viaje a América, en el cual recorrió la costa de Centroamérica.
En 1503 los Reyes Católicos establecieron en Sevilla la Casa de la Contratación de Indias, que centralizaba en su puerto todo el tráfico marítimo castellano y aragonés con el Nuevo Mundo. El motivo por el que se escogió esta ciudad como sede fue que tenía un puerto de interior (lo que protegía a los barcos de las tormentas y los posibles ataques), contaba con un tejido mercantil desarrollado, una abundante población para surtir las expediciones o para consumir productos (a finales del siglo XV Sevilla era la ciudad más poblada del Reino de Castilla, con entre 40 000 y 65 000 habitantes) y unos alrededores agrícolas que podían abastecer a los barcos.
La población de Sevilla prácticamente se duplicó en un siglo, pasando a ser en 1597 de 121 503 habitantes.
En el siglo XVI la zona típicamente portuaria estaba en el Arenal. Se disponía de una extensión de 720 metros de largo, entre la Torre del Oro y el Puente de Barcas de Triana, y 240 metros de ancho, que era lo que había entre la Torre del Oro y el Postigo del Carbón. En este lugar se encontraba el conocido como muelle de la Aduana. Esta zona del puerto fue conocida como el Compás de las Naos, el Compás del Río o el Compás de la Laguna (porque a veces se inundaba con las lluvias).
En el siglo XVI muchas salidas al Nuevo Mundo solían tener lugar desde el muelle de las Mulas, en el actual barrio sevillano de Los Remedios. La expedición de Rodrigo de Bastidas, en la que iban también Juan de la Cosa y Vasco Núñez de Balboa, que recorrió las costas de Venezuela, Colombia y Panamá salió de este lugar en 1502. La nao San Juan Bautista, que llevó a Hernán Cortés a Santo Domingo en 1506, se encontraba también en este muelle.
Se ha contabilizado que, entre finales del siglo XV y comienzos del XVI, hubo una quincena de lugares de parada habitual de barcos en el curso del río Guadalquivir hasta Sevilla. De estos lugares, tenían villas Sanlúcar de Barrameda y Coria del Río. Sanlúcar de Barrameda era una parada técnica, donde solía haber un cambio de pilotos y donde se esperaban buenas condiciones para poder cruzar la barra. Coria del Río, por su parte, era un lugar para cargar productos de la comarca del Aljarafe, como aceite de oliva y leguminosas. Los barcos más grandes solían parar en el paraje de La Horcada, para aligerar su carga antes de seguir subiendo el Guadalquivir o para completar la carga si partían. En el siglo XVII el paraje de El Borrego tomó el relevo de este lugar.
En 1508 se autorizó a Cádiz y Sanlúcar de Barrameda el embarque a las Indias, bajo la supervisión de un delegado de la Casa de Contratación.
En 15 de mayo de 1509 Juana I autorizó a los barcos que se encontraban en Cádiz y que no quisieran navegar hasta Sevilla a ser registrados en Cádiz por el contino real Pedro del Águila, con la asistencia del entonces escribano del concejo gaditano Antón Romí.
Juan Ponce de León zarpó con tres barcos desde Sevilla en 14 de mayo de 1515 para las Antillas.
La expedición de Magallanes-Elcano, que dio la primera vuelta al mundo, zarpó con cinco naves el 10 de agosto de 1519 del muelle de las Mulas.
En 1519 se decidió autorizar el flete y descarga de barcos de las Indias en Cádiz y Sanlúcar de Barrameda, también con supervisión de delegados de la Casa de Contratación.
En 1522 se autorizó al puerto de La Coruña a organizar expediciones a las Islas Molucas, en las Indias Orientales, pero en 1529 el puerto gallego perdió el acceso a este tráfico cuando esas islas pasaron a Portugal.
Entre 1525 y 1534 se permitió a las Islas Canarias participar en el comercio americano. Desde mediados del siglo XVI se permitió zarpar de Canarias a las Indias a los barcos, con supervisión de delegados de la Casa de Contratación.
En 1529 Carlos I suavizó el monopolio sevillano autorizando a ocho puertos españoles (La Coruña, Bayona, Avilés, Laredo, Bilbao, San Sebastián, Cartagena y Málaga) a comerciar con América, aunque los barcos debían pasar antes por Sevilla para facilitar la tarea fiscalizadora de la Casa de la Contratación. En 1573 Felipe II restableció el monopolio de Sevilla.
En 1506 se despacharon en el puerto sevillano 35 barcos y para 1550 la cifra había aumentado a 215, pasándose de las 3 000 a las 30 000 toneladas.
En las primeras décadas los barcos viajaban separados a América, pero en 1526 se estableció que fuesen en convoy protegidos por las Armadas de Indias. En 1543 se estableció un convoy anual, que tras llegar a la altura de Dominica se dividía en dos, yéndose una parte a Cartagena de Indias y Nombre de Dios y otra a Santo Domingo y Veracruz. En 1561, por solicitud del Consulado de Cargadores a Indias, se creó el sistema de dos expediciones al año con destinos diferentes. Uno tenía por destino Veracruz y otro iba a Nombre de Dios o Portobelo. Las embarcaciones salían de Sevilla una tras otra y llegaban a Sanlúcar de Barrameda, donde se organizaban en convoy y, tras una escala en Canarias, cruzaban el Atlántico.
A América se enviaba vino, aceite, harina, telas, ropas, jabón, miel, cera, bizcocho, papel, cerámica, vidrios, instrumentos, medicinas, higos, sardinas, zapatos, aceitunas, herramientas, libros, etcétera. De todos estos productos, los más exportados eran el vino, el aceite y la harina. El envío de harina era polémico, porque a veces escaseaba en la propia ciudad. Los barcos que llegaban de América descargaban oro, plata, perlas, cueros, azúcar, sebo, zarzaparrilla, algodón, palo brasil, guayacán, añil, maderas preciosas y otras mercancías.
Desde el siglo XVI se exportó al Nuevo Mundo desde Sevilla gran cantidad de vino producido en comarcas andaluzas como el Aljarafe sevillano y el Condado de Huelva. También se embarcaba aceite de oliva, trigo, lana, cueros, frutos secos y mercurio de Almadén (que se usaba para extraer la plata por el procedimiento de la amalgama).
En el siglo XVI consta que la industria naval sevillana no tenía mucho crédito porque la madera de la que se servía para construir barcos no era de buena calidad. El velamen, las cuerdas y otras partes esenciales había que traerlas de fuera. Todo esto impidió que la ciudad tuviese una industria naval potente. Además, por temas de calado, no se podían fabricar barcos de más de 500 toneladas. Por Real Cédula del 16 de junio de 1593 se prohibió que los barcos fabricados en Sevilla se empleasen en las rutas con las Indias. Esta norma tuvo algunas excepciones en el tiempo. El astillero que hubo en el barrio de Triana en los siglos XVI y XVII se dedicó, sobre todo, a fabricar barquitos de pesca, chalupas, gabarras y veloces avisos de 50 toneladas, así como a la reparación de buques.
Que los barcos tuvieran que ir por el golfo de Cádiz para remontar luego el río Guadalquivir hasta Sevilla provocó numerosos naufragios, debido a la barra de Sanlúcar de Barrameda y a fondos arenosos y escollos de este municipio y de las cercanías de Chipiona. En un estudio de 1987 se contabilizaron 161 naufragios en esta zona entre 1525 y 1812.
Desde 1560 los buques que venían del Nuevo Mundo en malas condiciones podían descargar en Cádiz para evitarse el esfuerzo de remontar el río Guadalquivir, aunque debían transportar en cajas por tierra el oro, la plata, las perlas y el dinero hasta Sevilla para ser registrados por la Casa de la Contratación.
En 1614 el Consejo de Indias autorizó que los navíos completasen su carga en Cádiz antes de partir.
En 1616 un funcionario del Consejo de Hacienda advertía que había barcos que no llegaban a Sevilla, sino que se quedaban en Cádiz, donde se pagaban menos derechos, se cometían más fraudes y los comerciantes extranjeros tenían más margen de actuación.
Desde 1622 los barcos de las armadas de escolta para los barcos que transportaban los metales preciosos recibieron permiso para permanecer fondeados en Cádiz, sin los problemas de calado fluvial de Sevilla.
En 1664 se prohibió a las flotas de Indias parar en Cádiz, para ayudar a la centralización en Sevilla. Sin embargo, en 1680 se fijó la cabecera de las flotas de Indias (es decir, su arribo y descarga) en Cádiz. En 1717 se trasladó la Casa de la Contratación a dicha ciudad. En la bahía de Cádiz existía un complejo de fortificaciones y, aunque en 1702 se habían demostrado insuficientes, se pensó que con la Armada allí quedaba suficientemente guarnecida.